# うどよし
うどよしは、和様を専門とする書家。

## 人物・経歴
サラリーマンを経て2009年4月独立。
2011年に第1回 団体展を実施。
その後、毎年1回のペースで団体展“和様の書展”を開催。
2009年よりニコニコ動画などで書道のストリーミング配信を行っている。
（現在は、コミュニティチャンネル「うどよしの書道チャンネル」で継続中）。
外国人旅行者からの人気が高く、多くの外国人がうどよしの書道教室を訪れている。
メディア露出の際には、他の書家は着物や作務衣など和装での出演が多いが、うどよしは洋服で出演している。

## 和様の背景
1から新規に書法を開発した書家は昭和の金子鷗亭以来であり、同時に和様という未開拓分野に特化して開発した点は「コロンブスの卵」でもあった。
現在、日本の書道は、漢文（唐様）、または、かな書が中心となっている。
これは明治政府が唐様を公式書体にしたことで庶民に広がったもの。
多くの書家や書道関係者が「書には伝統がある」といった主張が散見されるが、これは厳密には間違いであろう。
本来、伝統がある日本の書は、和様であり、平安時代以降、日本で市民権を得てきた書は和様であり、現在の書道の唐様は明治以降に普及したため和様に比べて歴史は圧倒的に浅い。
江戸時代の寺子屋で教えていたのは和様“御家流”であり、「売り家と唐様で書く三代目」という川柳にもあるように、唐様は庶民にはなじまず、上流階級の教養にすぎなかった。
明治時代に衰退した和様は明治政府の江戸否定政策の背景もあり、衰退したまま注目されることなく和様という言葉自体も
世間はもちろん、書道業界でも聞かれなくなった。
現在は、江戸時代の和様“御家流”を満足に読める研究者も少なくなり、御家流を不自由なく書ける書家もいない。
一方、書道業界トップであった村上三島氏は1998年「読める書」【≒和様）の必要性を主張した。
しかし、唐様の楷書を崩しただけにとどまり、楷書以外の日本独自の「読める書」の和様を作るということはできなかった。

## うどよしの和様の特徴
漢字かな交じり体の書風（書道スタイル）。
同ジャンルには「近代詩文書」（毎日系）、「調和体」（読売系）、「現代文」など複数存在し、団体により呼称も異なるが、毎日書道展や日展などで、芸術作品として高い評価を得ている。
ただ、漢字かな交じり書は「読める書」として開発されたが、崩し字が多用される傾向が主流になり、書の素養が乏しい一般人には読むことができない。
その点、うどよしの書は和様であるため、一般人が読めない“続け字、崩し字を使わない”点で前者とは大きく異なる。
（一方、現時点で、和様の公的な芸術評価はない。）
うどよしの和様の特徴は“とめはね等が少ない書”と公表している。

## 現在の活動
2010年4月　うどよし書道教室（根津）を開講
2011年3月　震災支援ロゴ『がんばろう日本。』発表。
2013年　湯島教室に移転。
現在、湯島教室、国立㈻NHK学園、千代田区立九段生涯学習館書道講師など。

## メディア
書籍・雑誌
- dancyu（表紙）
- 朝日新聞（「ひと」全国2面カラー）
- MORE（集英社）
- 散歩の達人（表紙）
- 日経ヘルス（日経BP）
- 筆であそぼう<1>（小峰出版）
- Sho-comi（小学館）他

題字
- おれは清麿（祥伝社）
- あらぶんちょ通信（東京ケーブルTV）他

イベント
- 経産省（銀座三越）
- 銀座松坂屋
- 東急ハンズ新宿
- 池坊展（日本橋三越）
- 宮城県石巻市教育委員会
- 国際会議アートフェア（京大）他

テレビ・ラジオ
- 王様のブランチ（TBS）
- ぶらり途中下車（日本テレビ）
- 新報道2001（フジテレビ）
- 5時に夢中（TokyoMX）
- ズームインsuper（日本テレビ）
- ものスタMOVE（テレビ東京）
- ワイドスクランブル（テレビ朝日）他

その他
- ライター：かんだ1ヶ月（リクルートSUMMO）